# Teton Range

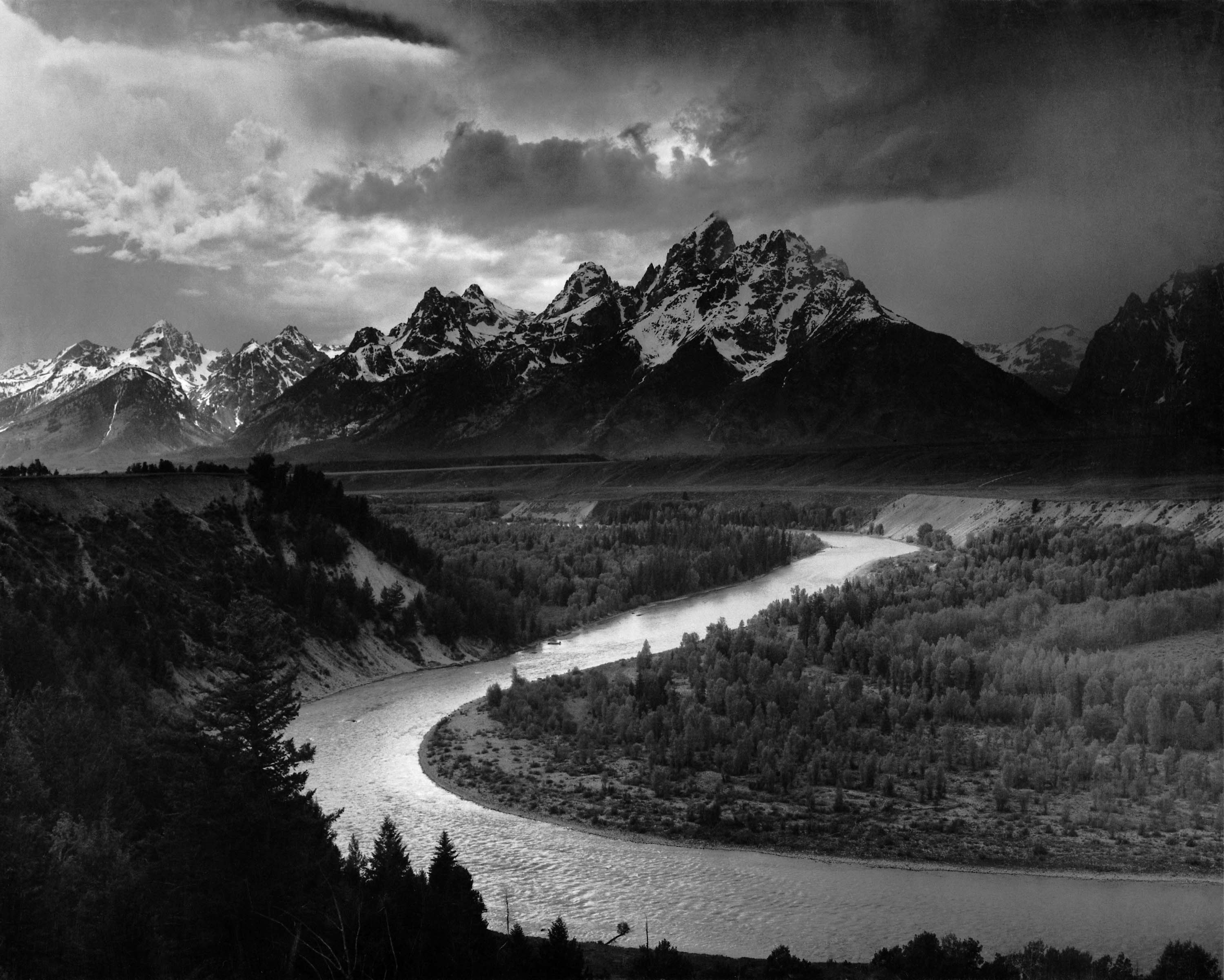
Teton Range och Snake River i en bild från 1942.

Teton Range är en bergskedja i Klippiga bergen i Nordamerika. Den är mestadels belägen på delstaten Wyomings sida och även korsar den in i Idaho. Den innefattar Grand Teton nationalpark. Teton Range ligger söder om Yellowstone National Park.